# Olympische Sommerspiele 1972/Leichtathletik – Hammerwurf (Männer)
Der Hammerwurf der Männer bei den Olympischen Spielen 1972 in München wurde am 4. und 7. September 1972 im Olympiastadion München ausgetragen. 31 Athleten nahmen teil.
Olympiasieger wurde Anatolij Bondartschuk aus der Sowjetunion. Die Silbermedaille gewann Jochen Sachse aus der DDR, Bronze ging an Wassili Chmelewski aus der Sowjetunion.
Für die Bundesrepublik Deutschland – offiziell Deutschland – gingen Uwe Beyer, Edwin Klein und Karl-Hans Riehm an den Start. Alle drei erreichten das Finale. Beyer wurde Vierter, Klein Siebter und Riehm Zehnter.

Neben Silbermedaillengewinner Sachse nahm Reinhard Theimer für die DDR teil. Auch er erreichte das Finale und belegte Platz dreizehn.

Der Österreicher Peter Sternad wurde im Finale Siebzehnter.

Athleten aus der Schweiz und Liechtenstein nahmen nicht teil.

## Rekorde

### Bestehende Rekorde
| Weltrekord         | 76,40 m | Walter Schmidt ( BR Deutschland) | Lahr/Schwarzwald, BR Deutschland | 4. September 1971 |
| Olympischer Rekord | 73,36 m | Gyula Zsivótzky ( Ungarn)        | Finale OS Mexiko-Stadt, Mexiko   | 17. Oktober 1968  |

### Rekordverbesserung
Der sowjetische Olympiasieger Anatolij Bondartschuk verbesserte den bestehendem olympischen Rekord im Finale am 7. September mit seinem ersten Wurf um 2,14 m auf 75,50 m. Den Weltrekord verfehlte er damit um neunzig Zentimeter.

## Durchführung des Wettbewerbs
Die Athleten traten am 4. September in zwei Gruppen zu einer Qualifikationsrunde an. Zwanzig von ihnen – hellblau unterlegt – erreichten die direkte Finalqualifikationsweite von 66,00 m. Damit war die Mindestanzahl von zwölf Finalteilnehmern deutlich übertroffen.
Im Finale am 7. September hatte jeder Athlet zunächst drei Versuche. Den besten acht Teilnehmern standen anschließend weitere drei Würfe zu.

## Zeitplan
4. September, 10:30 Uhr: Qualifikation

7. September, 16:50 Uhr: Finale

## Qualifikation
Datum: 4. September 1972, ab 10:30 Uhr

### Gruppe A
| Platz | Name                  | Nation         | 1. Versuch | 2. Versuch | 3. Versuch | Weite   |
| ----- | --------------------- | -------------- | ---------- | ---------- | ---------- | ------- |
| 1     | Reinhard Theimer      | DDR            | 70,66 m    | –          | –          | 70,66 m |
| 2     | Wassili Chmelewski    | Sowjetunion    | 70,00 m    | –          | –          | 70,00 m |
| 3     | Srećko Štiglić        | Jugoslawien    | 65,52 m    | 69,60 m    | –          | 69,60 m |
| 4     | Mario Vecchiato       | Italien        | 68,12 m    | –          | –          | 68,12 m |
| 5     | Karl-Hans Riehm       | BR Deutschland | 64,44 m    | 67,64 m    | –          | 67,64 m |
| 6     | István Encsi          | Ungarn         | 67,38 m    | –          | –          | 67,38 m |
| 7     | Stavros Moutaftsidis  | Griechenland   | 67,22 m    | –          | –          | 67,22 m |
| 8     | Edwin Klein           | BR Deutschland | 67,14 m    | –          | –          | 67,14 m |
| 9     | Takeo Sugawara        | Japan          | 65,94 m    | 64,56 m    | 66,50 m    | 66,50 m |
| 10    | Barry Williams        | Großbritannien | x          | 66,32 m    | –          | 66,32 m |
| 11    | Al Schoterman         | USA            | 65,18 m    | 63,74 m    | 64,06 m    | 65,18 m |
| 12    | Stanisław Lubiejewski | Polen          | 60,34 m    | 64,80 m    | x          | 64,80 m |
| 13    | George Frenn          | USA            | 57,28 m    | 62,14 m    | 58,86 m    | 62,14 m |
| 14    | Vladimir Prikhodko    | Frankreich     | 60,80 m    | 61,78 m    | 59,58 m    | 61,78 m |
| 15    | Darwin Piñeyrúa       | Uruguay        | 59,84 m    | x          | 58,50 m    | 59,84 m |

### Gruppe B

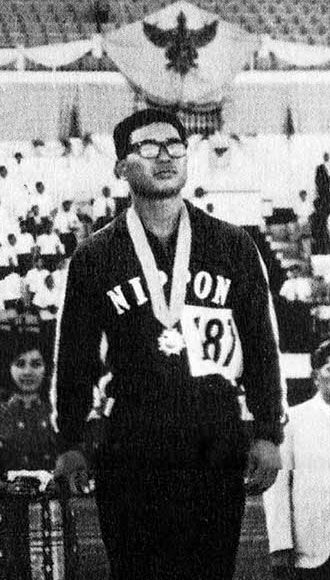
Yoshihisa Ishida – ausgeschieden mit 63,82 m

| Platz | Name                  | Nation         | 1. Versuch | 2. Versuch | 3. Versuch | Weite   |
| ----- | --------------------- | -------------- | ---------- | ---------- | ---------- | ------- |
| 1     | Anatolij Bondartschuk | Sowjetunion    | 72,88 m    | –          | –          | 72,88 m |
| 2     | Gyula Zsivótzky       | Ungarn         | 71,20 m    | –          | –          | 71,20 m |
| 3     | Jochen Sachse         | DDR            | 69,94 m    | –          | –          | 69,94 m |
| 4     | Tom Gage              | USA            | 65,32 m    | 65,14 m    | 69,40 m    | 69,40 m |
| 5     | Jacques Accambray     | Frankreich     | 68,00 m    | x          | x          | 68,00 m |
| 6     | Shigenobu Murofushi   | Japan          | 65,94 m    | 67,26 m    | –          | 67,26 m |
| 7     | Uwe Beyer             | BR Deutschland | 67,04 m    | x          | x          | 67,04 m |
| 8     | Peter Sternad         | Österreich     | x          | 66,74 m    | x          | 66,74 m |
| 9     | Jossyp Hamskyj        | Sowjetunion    | x          | x          | 66,72 m    | 66,72 m |
| 10    | Sándor Eckschmiedt    | Ungarn         | 66,44 m    | –          | –          | 66,44 m |
| 11    | Todor Manolow         | Bulgarien      | x          | x          | 65,62 m    | 65,62 m |
| 12    | Howard Payne          | Großbritannien | 63,58 m    | 64,56 m    | 64,10 m    | 64,56 m |
| 13    | Yoshihisa Ishida      | Japan          | 63,00 m    | 63,82 m    | x          | 63,82 m |
| 14    | Georgios Georgiadis   | Griechenland   | 63,58 m    | x          | x          | 63,58 m |
| 15    | William Silen         | Puerto Rico    | x          | x          | 62,02 m    | 62,02 m |
| 16    | José Alberto Vallejo  | Argentinien    | x          | 60,08 m    | x          | 60,08 m |
| DNS   | Jorge Núñez           | Mexiko         | x          | 60,08 m    | x          | 60,08 m |

## Finale
Datum: 7. September 1972, 16:50 Uhr
| Platz | Name                  | Nation         | 1. Versuch | 2. Versuch | 3. Versuch | 4. Versuch                             | 5. Versuch                             | 6. Versuch                             | Endresultat | Anmerkung |
| ----- | --------------------- | -------------- | ---------- | ---------- | ---------- | -------------------------------------- | -------------------------------------- | -------------------------------------- | ----------- | --------- |
| 1     | Anatolij Bondartschuk | Sowjetunion    | 75,50 m OR | 72,62 m    | 71,76 m    | 73,78 m                                | 73,50 m                                | 72,90 m                                | 75,50 m     | OR        |
| 2     | Jochen Sachse         | DDR            | 71,54 m    | x          | 73,70 m    | 71,26 m                                | x                                      | 74,96 m                                | 74,96 m     |           |
| 3     | Wassili Chmelewski    | Sowjetunion    | 68,82 m    | 71,62 m    | 74,04 m    | 68,16 m                                | x                                      | x                                      | 74,04 m     |           |
| 4     | Uwe Beyer             | BR Deutschland | 70,32 m    | 71,52 m    | x          | 68,98 m                                | 69,90 m                                | x                                      | 71,52 m     |           |
| 5     | Gyula Zsivótzky       | Ungarn         | 71,38 m    | 70,44 m    | 70,48 m    | x                                      | 70,66 m                                | 70,20 m                                | 71,38 m     |           |
| 6     | Sándor Eckschmiedt    | Ungarn         | 71,20 m    | x          | 67,26 m    | 69,24 m                                | 67,90 m                                | 68,86 m                                | 71,20 m     |           |
| 7     | Edwin Klein           | BR Deutschland | 71,14 m    | x          | x          | 69,70 m                                | 70,26 m                                | x                                      | 71,14 m     |           |
| 8     | Shigenobu Murofushi   | Japan          | 69,36 m    | 70,88 m    | 70,32 m    | 65,70 m                                | 69,08 m                                | 68,54 m                                | 70,88 m     |           |
|       |                       |                |            |            |            |                                        |                                        |                                        |             |           |
| 9     | Mario Vecchiato       | Italien        | x          | 69,46 m    | 70,58 m    | nicht im Finale der besten acht Werfer | nicht im Finale der besten acht Werfer | nicht im Finale der besten acht Werfer | 70,58 m     |           |
| 10    | Karl-Hans Riehm       | BR Deutschland | 70,12 m    | 68,98 m    | 69,44 m    | nicht im Finale der besten acht Werfer | nicht im Finale der besten acht Werfer | nicht im Finale der besten acht Werfer | 70,12 m     |           |
| 11    | István Encsi          | Ungarn         | 66,32 m    | 69,82 m    | 70,06 m    | nicht im Finale der besten acht Werfer | nicht im Finale der besten acht Werfer | nicht im Finale der besten acht Werfer | 70,06 m     |           |
| 12    | Tom Gage              | USA            | 66,94 m    | 69,50 m    | x          | nicht im Finale der besten acht Werfer | nicht im Finale der besten acht Werfer | nicht im Finale der besten acht Werfer | 69,50 m     |           |
| 13    | Reinhard Theimer      | DDR            | x          | 69,16 m    | x          | nicht im Finale der besten acht Werfer | nicht im Finale der besten acht Werfer | nicht im Finale der besten acht Werfer | 69,16 m     |           |
| 14    | Srećko Štiglić        | Jugoslawien    | 67,60 m    | 68,34 m    | 67,60 m    | nicht im Finale der besten acht Werfer | nicht im Finale der besten acht Werfer | nicht im Finale der besten acht Werfer | 68,34 m     |           |
| 15    | Stavros Moutaftsidis  | Griechenland   | 68,14 m    | 68,30 m    | 67,04 m    | nicht im Finale der besten acht Werfer | nicht im Finale der besten acht Werfer | nicht im Finale der besten acht Werfer | 68,30 m     |           |
| 16    | Barry Williams        | Großbritannien | 68,18 m    | 66,56 m    | x          | nicht im Finale der besten acht Werfer | nicht im Finale der besten acht Werfer | nicht im Finale der besten acht Werfer | 68,18 m     |           |
| 17    | Peter Sternad         | Österreich     | 65,60 m    | 65,94 m    | 66,64 m    | nicht im Finale der besten acht Werfer | nicht im Finale der besten acht Werfer | nicht im Finale der besten acht Werfer | 66,64 m     |           |
| 18    | Jossyp Hamskyj        | Sowjetunion    | 66,26 m    | x          | 65,34 m    | nicht im Finale der besten acht Werfer | nicht im Finale der besten acht Werfer | nicht im Finale der besten acht Werfer | 66,26 m     |           |
| 19    | Jacques Accambray     | Frankreich     | x          | 65,06 m    | x          | nicht im Finale der besten acht Werfer | nicht im Finale der besten acht Werfer | nicht im Finale der besten acht Werfer | 65,06 m     |           |
| 20    | Takeo Sugawara        | Japan          | 55,82 m    | 64,56 m    | 64,70 m    | nicht im Finale der besten acht Werfer | nicht im Finale der besten acht Werfer | nicht im Finale der besten acht Werfer | 64,70 m     |           |

Als Topfavorit galt der sowjetische Europameister von 1969, Anatolij Bondartschuk. Weitere Medaillenanwärter waren die bundesdeutschen Werfer Uwe Beyer, Europameister von 1971, und Edwin Klein, die DDR-Athleten Reinhard Theimer, Vizeeuropameister von 1971, und Jochen Sachse, der ungarische Olympiasieger von 1968 Gyula Zsivótzky sowie Wassili Chmelewski aus der UdSSR.
Im Finale warf Bondartschuk den Hammer gleich im ersten Versuch auf die neue Olympiarekordweite von 75,50 m. Diese Weite wurde im Verlauf des Wettbewerbs nicht mehr übertroffen. Dahinter ging es eng zu, zunächst mit sehr deutlichem Abstand zu Bondartschuk. Vier Werfer mit Weiten von knapp über 71 m folgten auf den nächsten Plätzen: Sachse, Zsivótzky, sein Landsmann Sándor Eckschmiedt und Klein. Im zweiten Durchgang setzte sich Chmelewski mit 71,62 m vor Sachse auf den zweiten Platz. Beyer warf 71,52 m und war damit zunächst Vierter nur zwei Zentimeter hinter Sachse. Wassili Chmelewski verbesserte sich in der dritten Runde noch einmal sehr deutlich auf 74,04 m, wurde jedoch im letzten Versuch von Jochen Sachse noch verdrängt, dem 74,96 m gelangen, was ihm die Silbermedaille einbrachte. Wassili Chmelewski blieb auf dem Bronzerang, dahinter belegten Uwe Beyer und Gyula Zsivótzky die Plätze vier und fünf.

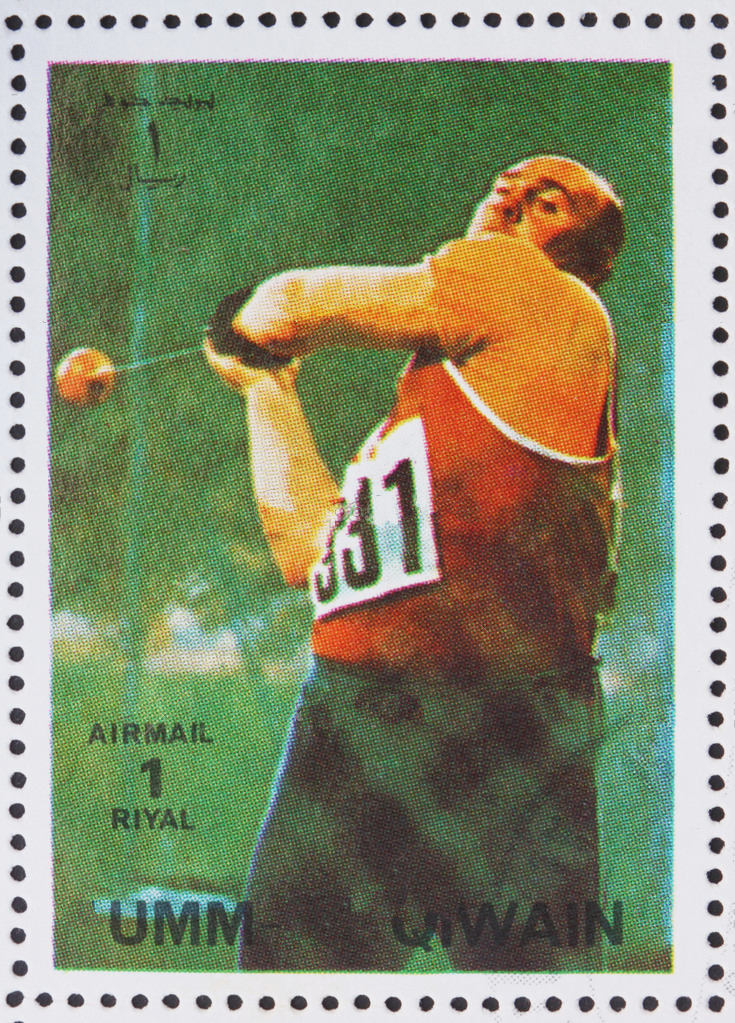
Olympiasieger Anatolij Bondartschuk
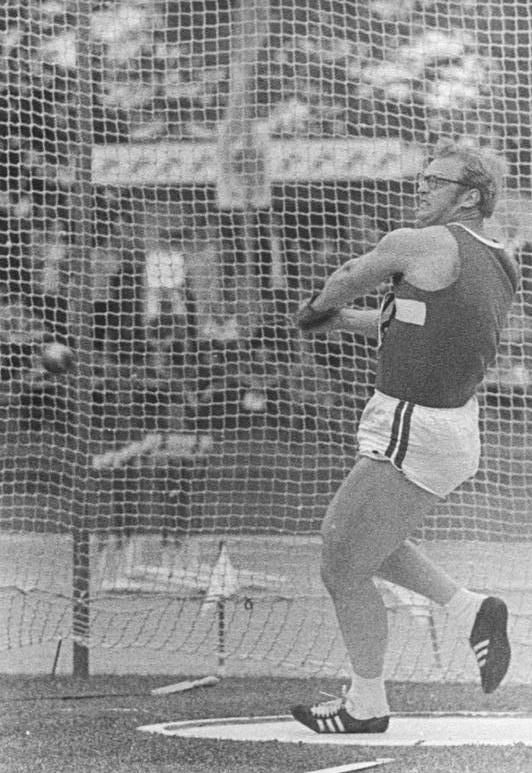
Silbermedaillengewinner Jochen Sachse
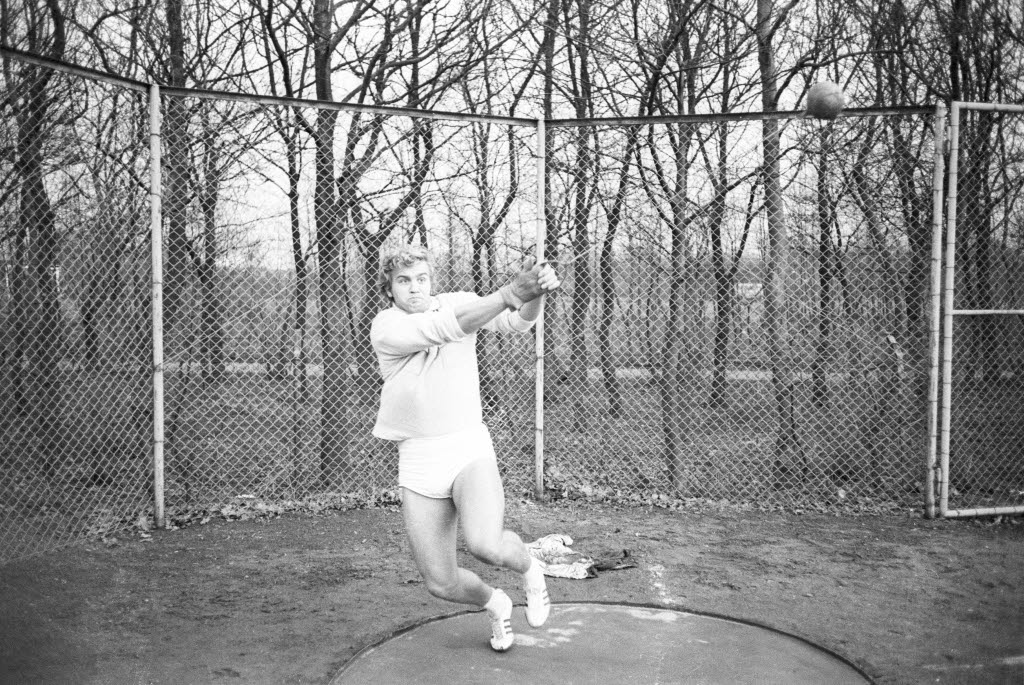
Uwe Beyer wurde Vierter
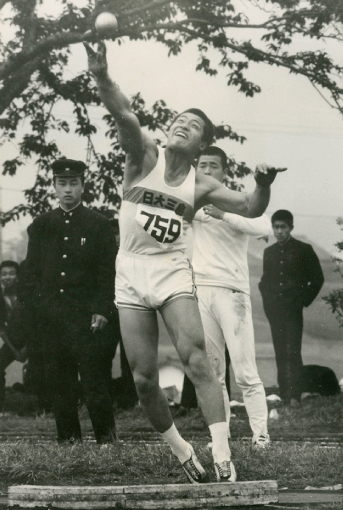
Shigenobu Murofushi, hier als Kugelstoßer, belegte Rang acht

## Video
- Anatoli Bondarchuk Hammer Throw, München 1972, youtube.com, abgerufen am 1. Dezember 2017